# This Time (Natalia)
This Time is het debuutalbum van de Vlaamse zangeres Natalia en werd op 3 november 2003 uitgebracht in België. Het werd een mix van eigen nummers en covers.
In april 2004 kwam er een nieuwe versie van het album uit met als extra nummer Higher Than the Sun, waarmee Natalia tweede werd in de pré-selecties van Eurosong 2004.
In het najaar van 2004 kreeg Natalia voor This Time een platina plaat, goed voor meer dan 50.000 verkochte exemplaren in Vlaanderen. De opvolger van het album heet Back For More en kwam uit op 30 augustus 2004.

## Tracklist
- 1. Beautiful Now (3:38)
- 2. I've Only Begun to Fight (3:31)
- 3. Do You Wanna Funk (3:05)
- 4. Never Knew Love (4:18)
- 5. This Time (3:34)
- 6. For Once in My Life (4:43)
- 7. I Want You Back (4:06)
- 8. Never Never (3:23)
- 9. Orange Coloured Sky (2:31)
- 10. We're All Alone (3:59)
- 11. Too Late (3:15)
- 12. The Rose (3:33)

Bonustrack (versie 1)
- 13. Without You (3:22)

Bonustracks (versie 2)
- 13. Without You (3:22)
- 14. Higher Than the Sun (2:53)

## Singles
Uit This Time zijn 4 singles verschenen, namelijk: Without You, I've Only Begun to Fight, Higher Than the Sun en I Want You Back.
| Single met hitnotering(en) in de Vlaamse Ultratop 50 | Datum van verschijnen | Datum van binnenkomst | Hoogste positie | Aantal weken | Opmerkingen            |
| ---------------------------------------------------- | --------------------- | --------------------- | --------------- | ------------ | ---------------------- |
| Without You                                          | 23-06-2003            | 28-06-2003            | 2               | 14           | Goud                   |
| I've Only Begun to Fight                             | 20-10-2003            | 01-11-2003            | 1(2wk)          | 22           | Goud                   |
| Higher Than the Sun                                  | 23-02-2004            | 28-02-2004            | 2               | 14           | Deelname Eurosong 2004 |
| I Want You Back                                      | 17-05-2004            | 22-05-2004            | 3               | 21           |                        |

### Hitnotering
| "This Time" in de Vlaamse Ultratop 50 Albums - binnen: 15-11-2003 | "This Time" in de Vlaamse Ultratop 50 Albums - binnen: 15-11-2003 | "This Time" in de Vlaamse Ultratop 50 Albums - binnen: 15-11-2003 | "This Time" in de Vlaamse Ultratop 50 Albums - binnen: 15-11-2003 | "This Time" in de Vlaamse Ultratop 50 Albums - binnen: 15-11-2003 | "This Time" in de Vlaamse Ultratop 50 Albums - binnen: 15-11-2003 | "This Time" in de Vlaamse Ultratop 50 Albums - binnen: 15-11-2003 | "This Time" in de Vlaamse Ultratop 50 Albums - binnen: 15-11-2003 | "This Time" in de Vlaamse Ultratop 50 Albums - binnen: 15-11-2003 | "This Time" in de Vlaamse Ultratop 50 Albums - binnen: 15-11-2003 | "This Time" in de Vlaamse Ultratop 50 Albums - binnen: 15-11-2003 | "This Time" in de Vlaamse Ultratop 50 Albums - binnen: 15-11-2003 | "This Time" in de Vlaamse Ultratop 50 Albums - binnen: 15-11-2003 | "This Time" in de Vlaamse Ultratop 50 Albums - binnen: 15-11-2003 | "This Time" in de Vlaamse Ultratop 50 Albums - binnen: 15-11-2003 | "This Time" in de Vlaamse Ultratop 50 Albums - binnen: 15-11-2003 | "This Time" in de Vlaamse Ultratop 50 Albums - binnen: 15-11-2003 | "This Time" in de Vlaamse Ultratop 50 Albums - binnen: 15-11-2003 | "This Time" in de Vlaamse Ultratop 50 Albums - binnen: 15-11-2003 | "This Time" in de Vlaamse Ultratop 50 Albums - binnen: 15-11-2003 | "This Time" in de Vlaamse Ultratop 50 Albums - binnen: 15-11-2003 | "This Time" in de Vlaamse Ultratop 50 Albums - binnen: 15-11-2003 | "This Time" in de Vlaamse Ultratop 50 Albums - binnen: 15-11-2003 | "This Time" in de Vlaamse Ultratop 50 Albums - binnen: 15-11-2003 | "This Time" in de Vlaamse Ultratop 50 Albums - binnen: 15-11-2003 | "This Time" in de Vlaamse Ultratop 50 Albums - binnen: 15-11-2003 | "This Time" in de Vlaamse Ultratop 50 Albums - binnen: 15-11-2003 | "This Time" in de Vlaamse Ultratop 50 Albums - binnen: 15-11-2003 | "This Time" in de Vlaamse Ultratop 50 Albums - binnen: 15-11-2003 | "This Time" in de Vlaamse Ultratop 50 Albums - binnen: 15-11-2003 | "This Time" in de Vlaamse Ultratop 50 Albums - binnen: 15-11-2003 | "This Time" in de Vlaamse Ultratop 50 Albums - binnen: 15-11-2003 | "This Time" in de Vlaamse Ultratop 50 Albums - binnen: 15-11-2003 |
| Week                                                              | 1                                                                 | 2                                                                 | 3                                                                 | 4                                                                 | 5                                                                 | 6                                                                 | 7                                                                 | 8                                                                 | 9                                                                 | 10                                                                | 11                                                                | 12                                                                | 13                                                                | 14                                                                | 15                                                                | 16                                                                | 17                                                                | 18                                                                | 19                                                                | 20                                                                | 21                                                                | 22                                                                | 23                                                                | 24                                                                | 25                                                                | 26                                                                | 27                                                                | 28                                                                | 29                                                                | 30                                                                | 31                                                                |                                                                   |
| ----------------------------------------------------------------- | ----------------------------------------------------------------- | ----------------------------------------------------------------- | ----------------------------------------------------------------- | ----------------------------------------------------------------- | ----------------------------------------------------------------- | ----------------------------------------------------------------- | ----------------------------------------------------------------- | ----------------------------------------------------------------- | ----------------------------------------------------------------- | ----------------------------------------------------------------- | ----------------------------------------------------------------- | ----------------------------------------------------------------- | ----------------------------------------------------------------- | ----------------------------------------------------------------- | ----------------------------------------------------------------- | ----------------------------------------------------------------- | ----------------------------------------------------------------- | ----------------------------------------------------------------- | ----------------------------------------------------------------- | ----------------------------------------------------------------- | ----------------------------------------------------------------- | ----------------------------------------------------------------- | ----------------------------------------------------------------- | ----------------------------------------------------------------- | ----------------------------------------------------------------- | ----------------------------------------------------------------- | ----------------------------------------------------------------- | ----------------------------------------------------------------- | ----------------------------------------------------------------- | ----------------------------------------------------------------- | ----------------------------------------------------------------- | ----------------------------------------------------------------- |
| Nummer                                                            | 9                                                                 | 4                                                                 | 5                                                                 | 5                                                                 | 6                                                                 | 7                                                                 | 8                                                                 | 7                                                                 | 6                                                                 | 6                                                                 | 7                                                                 | 4                                                                 | 9                                                                 | 12                                                                | 10                                                                | 12                                                                | 10                                                                | 11                                                                | 12                                                                | 16                                                                | 23                                                                | 27                                                                | 31                                                                | 30                                                                | 31                                                                | 33                                                                | 28                                                                | 29                                                                | 33                                                                | 38                                                                | 40                                                                | uit                                                               |

## Tournee
Op 13 februari 2004 gaf Natalia haar eerste live-concert in de Zuiderkroon te Antwerpen. Daarna trok ze verder door Vlaanderen met This Time, live on tour tot het einde van de zomer.